# آلتونا-آلتشتادت
آلتونا-آلتشتادت (به آلمانی: Hamburg-Altona-Altstadt) یک منطقهٔ مسکونی در آلمان است که در التونا، هامبورگ واقع شده‌است. آلتونا-آلتشتادت ۲۸٬۷۸۸ نفر جمعیت دارد.